# D. H. Morgan Manufacturing
Pour les articles homonymes, voir Morgan.
D. H. Morgan Manufacturing, appelée plus tard simplement Morgan, est une ancienne entreprise américaine spécialisée dans la création d'attractions et de montagnes russes. Fondée en 1983, l'entreprise est revendue à Chance Industries, Inc. le 14 juin 2001 qui fusionne leur catalogues et continue à vendre des attractions sous le nom Chance Morgan.

## Histoire
Dana Morgan, le fils de Ed Morgan, cofondateur d'Arrow Development a fait ses débuts dans l'industrie du divertissement à Playtown, un petit parc pour enfants de Palo Alto en Californie. Après avoir obtenu son diplôme de l'Université d'État polytechnique de Californie, il est allé travailler pour Disney, effectuant principalement des travaux de conception pour le projet Walt Disney World Resort. Pendant la construction de Disney World, Morgan est allé travailler pour Arrow Development qui construisait des attractions pour le resort. En 1974, Morgan a quitté Arrow Development pour devenir le directeur général de Santa Cruz Beach Boardwalk. Lorsque Huss Maschinenfabrik a acheté Arrow Development en 1981, Morgan a été nommé président du nouveau Arrow-Huss. Morgan a quitté Arrow-Huss en 1983 pour fonder sa propre compagnie, D. H. Morgan Manufacturing. Morgan avait initialement prévu de construire des carrousels, mais le premier contrat de la société consistait à construire de nouveaux trains pour les montagnes russes en bois de Giant Dipper à Santa Cruz Beach Boardwalk. La demande de nouveaux véhicules de montagnes russes était si grande que la construction de carrousels a dû être suspendue jusqu'en 1988. Entre-temps, une ligne de voitures anciennes électriques a été développée et plébiscitée par de nombreux clients. En mars 1991, la compagnie a déménagé dans des locaux plus spacieux à La Selva Beach, en Californie,. Dana Morgan a continué de construire des trains pour les montagnes russes en bois jusqu'au 8 juin 1994, date à laquelle il a vendu son usine de fabrication à son concurrent Philadelphia Toboggan Coasters. Les derniers trains Morgan construits pour un circuit de montagnes russes en bois sont livrés à Yomiuri Land au Japon.
En 1995, Morgan construit un parcours de montagnes russes de type train de la mine pour Michael Bonfante pour le parc qui s'appelait alors Hecker Pass à Gilroy, en Californie. L'attraction, Quicksilver Express, a été fabriqué en 1995, mais a été installée dans l'usine Morgan Manufacturing pendant cinq ans avant d'être installée en 2000. Le parc Bonfante Gardens a ouvert au public un an plus tard. En 1995, Richard Kinzel de Cedar Fair a demandé à Morgan de construire des hyper montagnes russes de 61 mètres pour Valleyfair au Minnesota. Avec le designer Steve Okamoto, avec qui il avait travaillé chez Arrow Dynamics, Morgan a ouvert Wild Thing en 1996. Morgan a ensuite construit sept autres parcours de montagnes russes, dont deux autres pour Cedar Fair. D. H. Morgan Manufacturing a également repensé les anciennes montagnes russe Arrow Steel Phantom à Kennywood en Pennsylvanie.
Dana Morgan a pris sa retraite de l'industrie du divertissement en 2001 et a vendu les actifs de son entreprise le 14 juin 2001 à Michael Chance, qui était le représentant des ventes du concurrent Chance Industries, Inc.

## Montagnes russes
On compte 8 montagnes russes construites sous le nom Morgan. Steel Phantom fut construit par Arrow Dynamics, mais Morgan lui apporta d'importantes modifications en 2000-2001.
| Nom                                          | Modèle                  | Parc                 | Pays       | Ouverture | Statut       |
| -------------------------------------------- | ----------------------- | -------------------- | ---------- | --------- | ------------ |
| Phantom's Revenge Anciennement Steel Phantom | Hyper montagnes russes  | Kennywood            | États-Unis | 1991      | Opérationnel |
| Wild Thing                                   | Hyper montagnes russes  | Valleyfair           | États-Unis | 1996      | Opérationnel |
| Santa Monica West Coaster                    | Montagnes russes junior | Pacific Park         | États-Unis | 1996      | Opérationnel |
| Steel Force                                  | Hyper montagnes russes  | Dorney Park          | États-Unis | 1997      | Opérationnel |
| Mamba                                        | Hyper montagnes russes  | Worlds of Fun        | États-Unis | 1998      | Opérationnel |
| Steel Eel                                    | Hyper montagnes russes  | SeaWorld San Antonio | États-Unis | 1999      | Opérationnel |
| Steel Dragon 2000                            | Hyper montagnes russes  | Nagashima Spa Land   | Japon      | 2000      | Opérationnel |
| Quicksilver Express                          | Train de la mine        | Gilroy Gardens       | États-Unis | 2001      | Opérationnel |
| Superman el Último Escape                    | Hyper montagnes russes  | Six Flags México     | Mexique    | 2004      | Opérationnel |

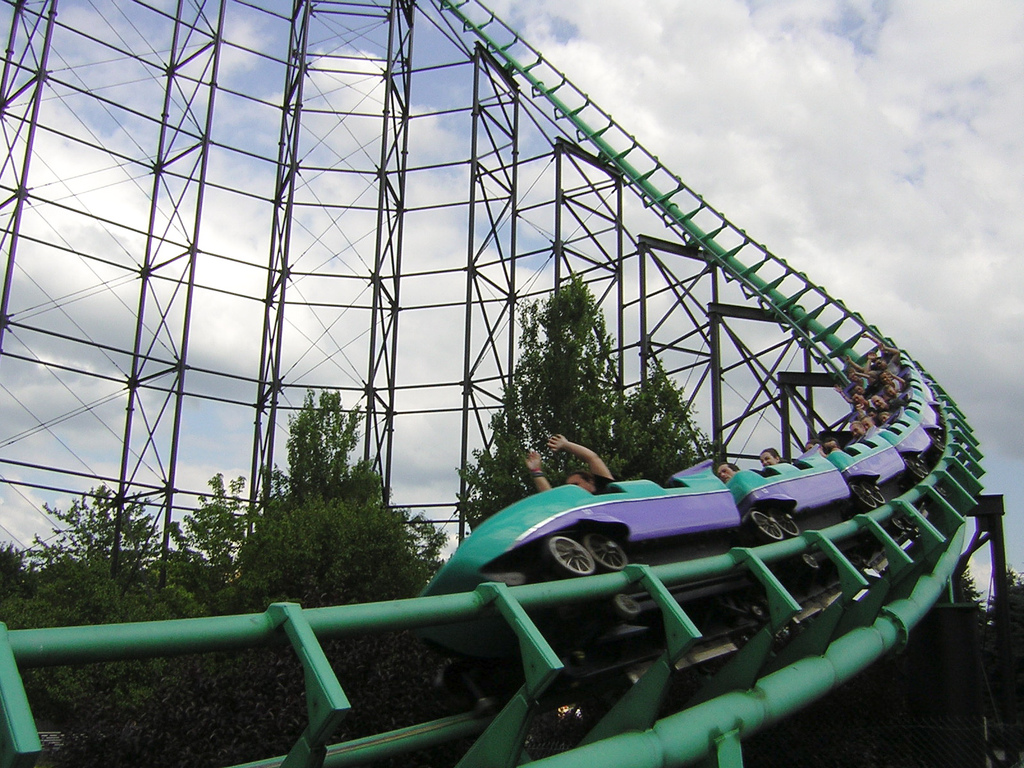
Phantom's Revenge à Kennywood
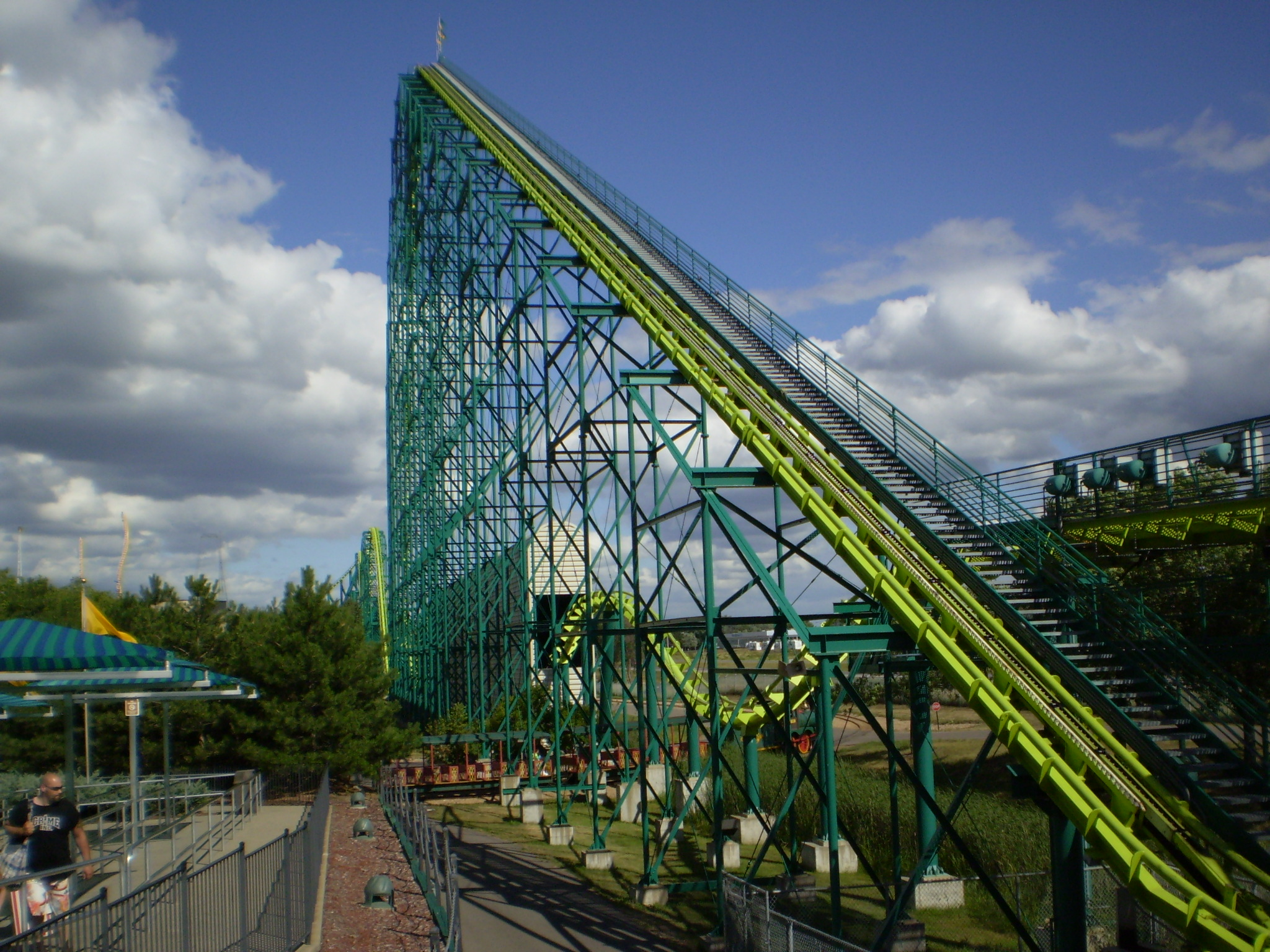
Wild Thing à Valleyfair
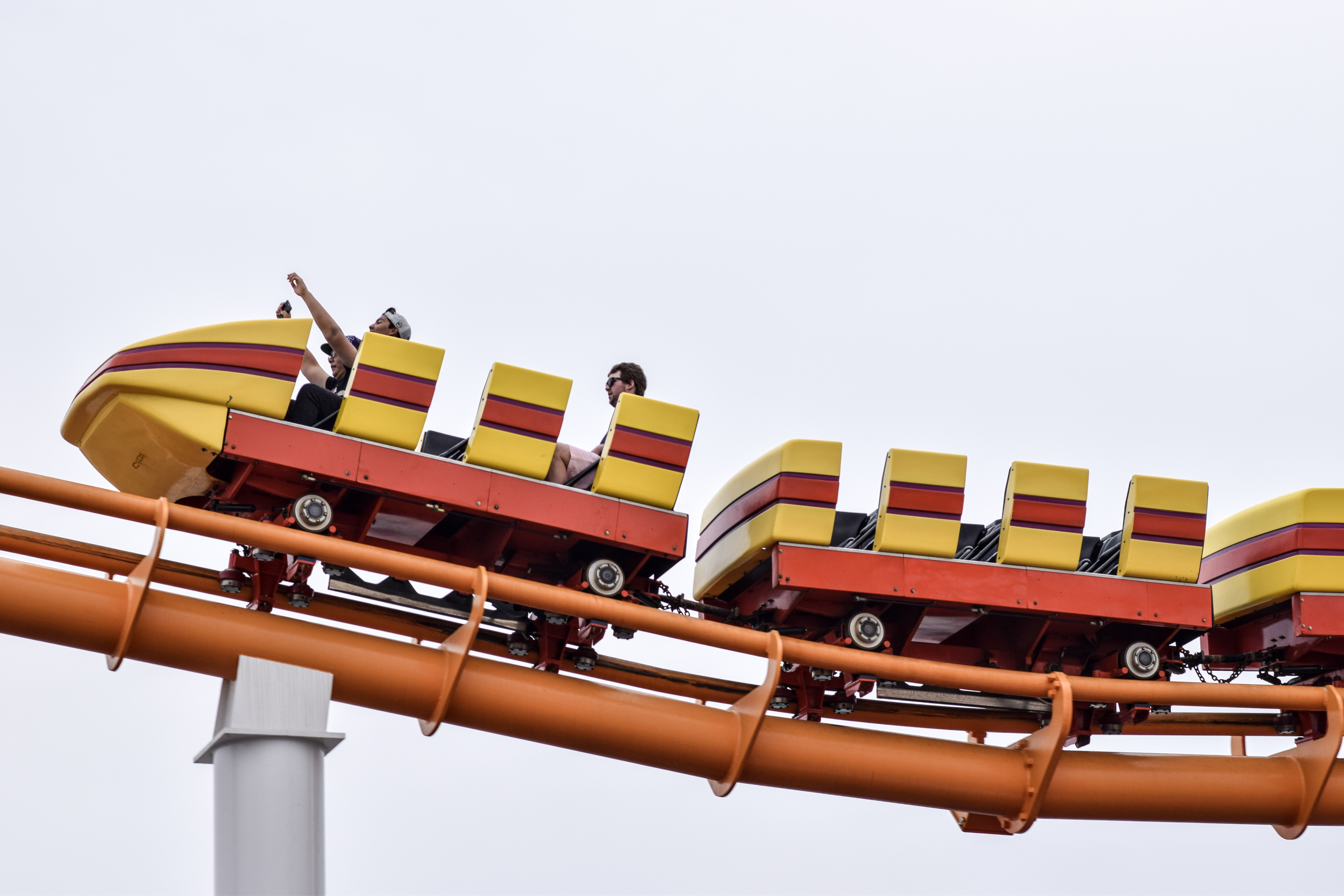
Santa Monica West Coaster à Pacific Park
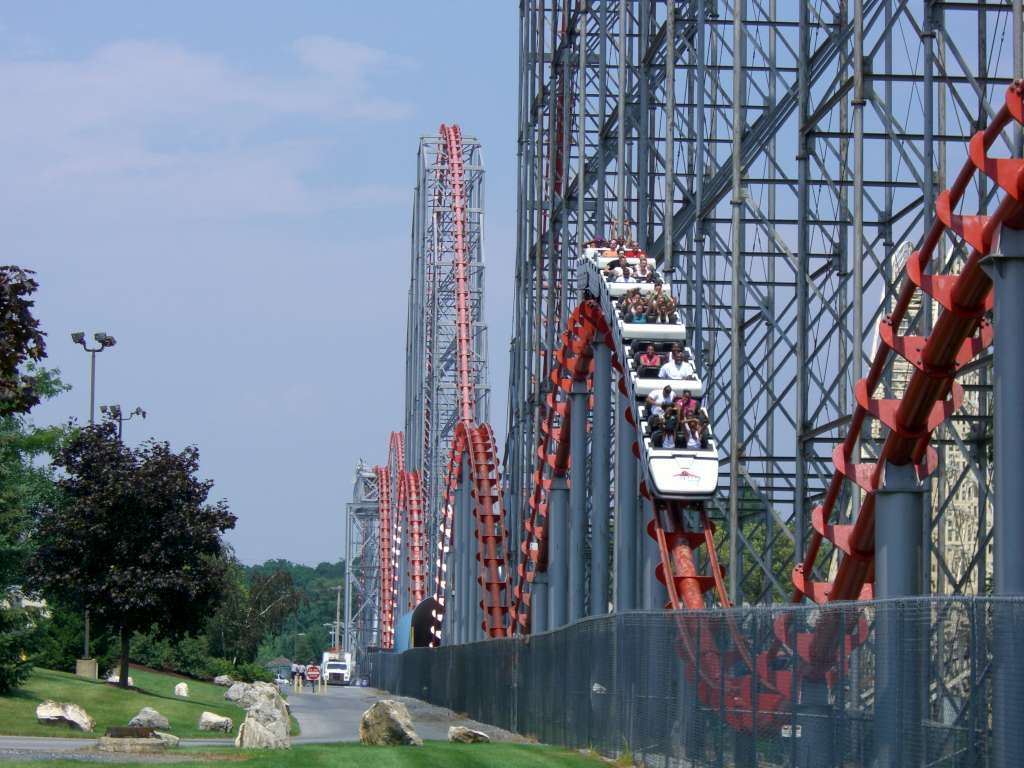
Steel Force  à Dorney Park
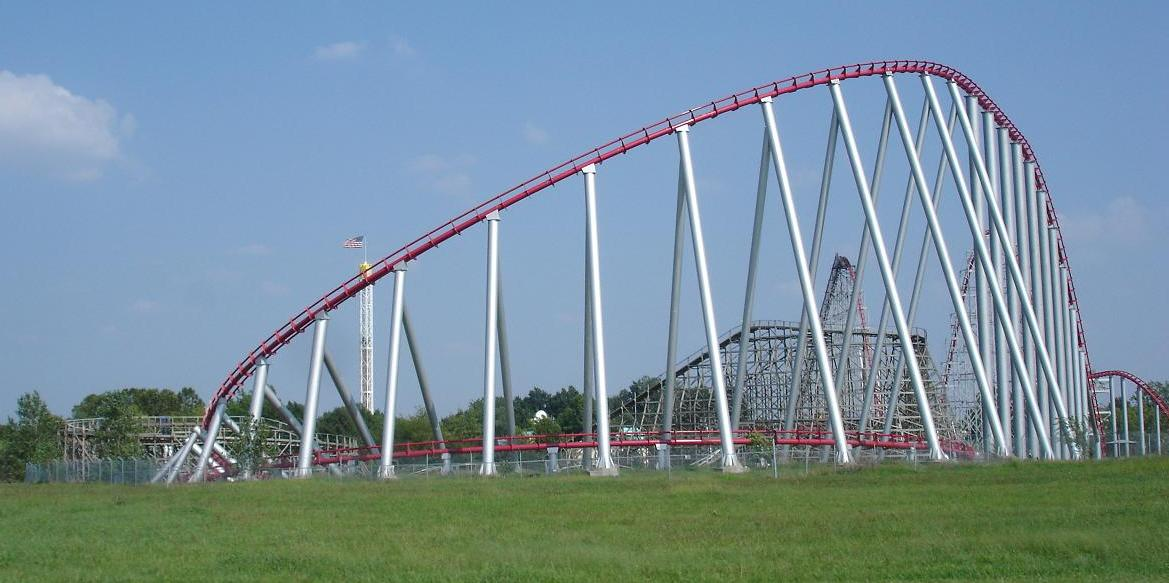
Mamba à Worlds of Fun
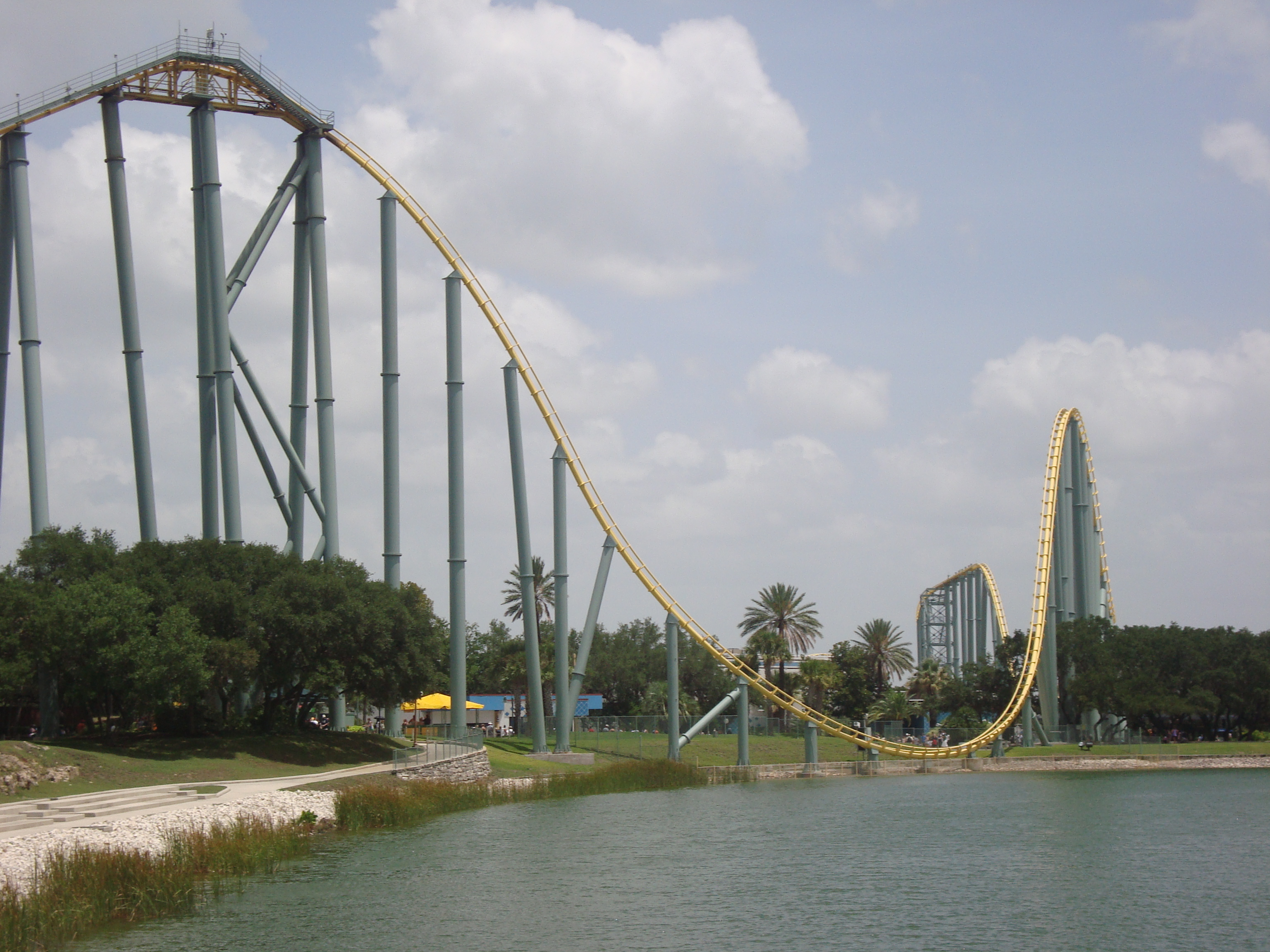
Steel Eel à SeaWorld San Antonio
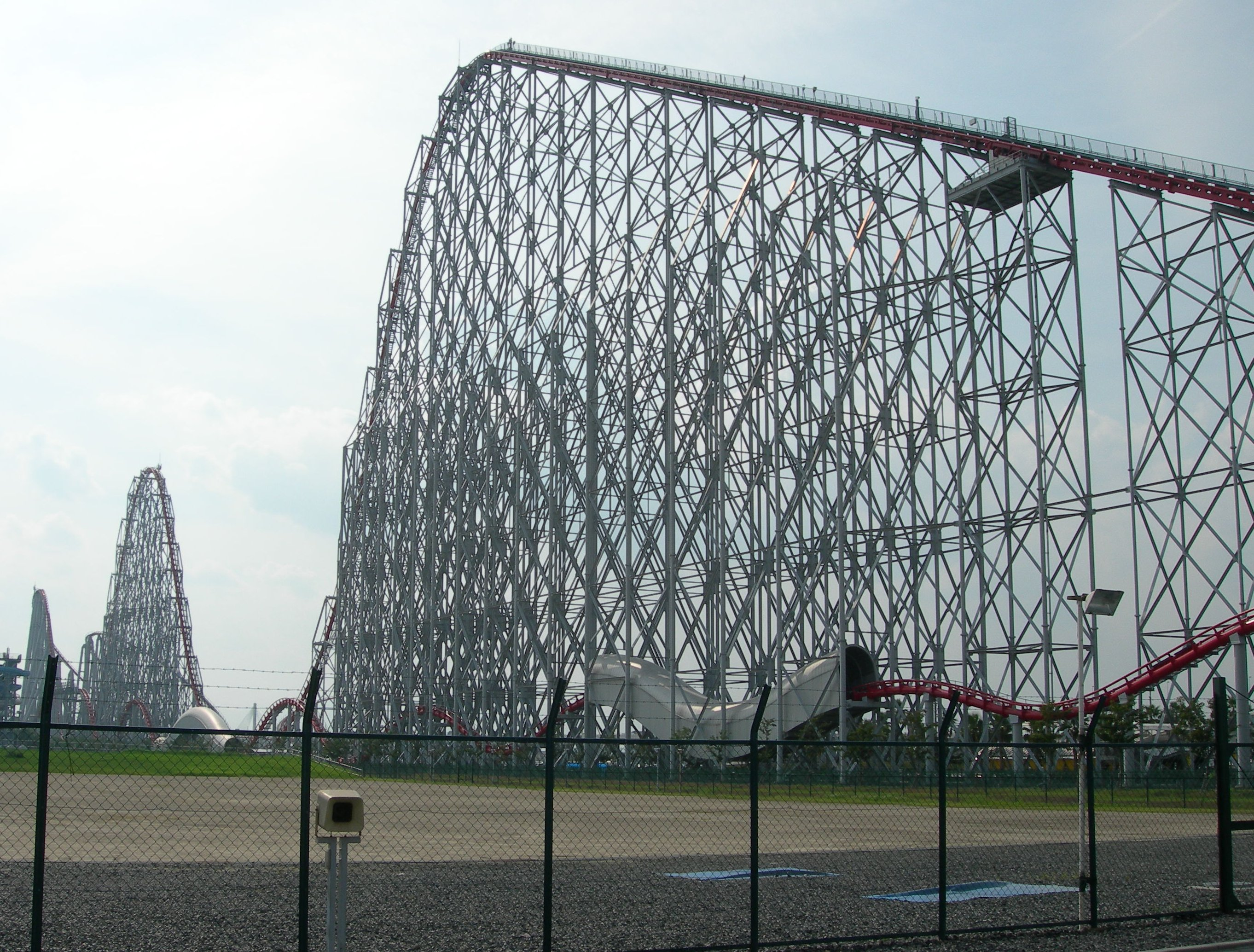
Steel Dragon 2000 à Nagashima Spa Land
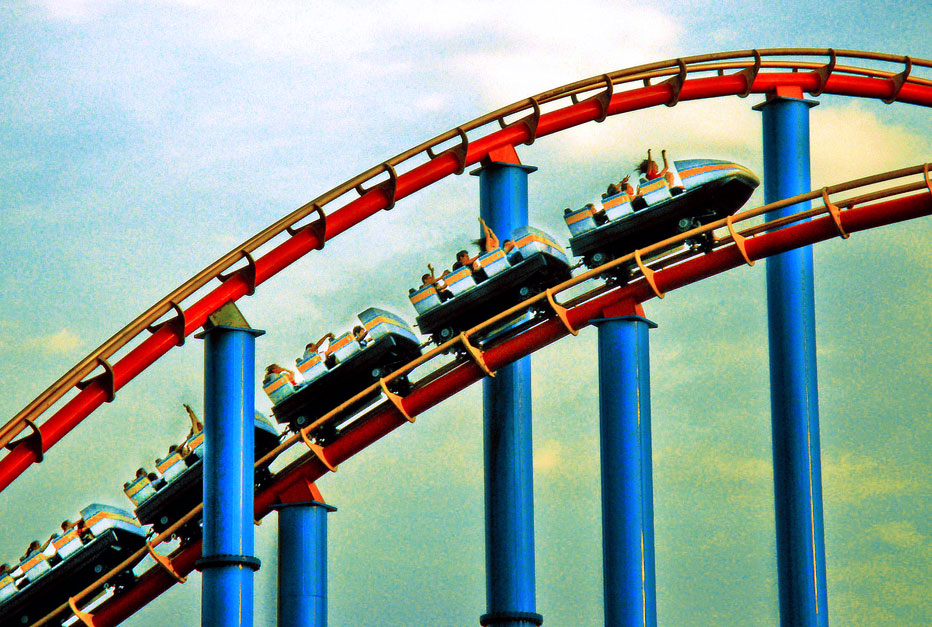
Superman el Último Escape à Six Flags México

## Carrousels
| Ouverture | Emplacement                          | Localisation                    | Taille | Notes | Ref   |
| --------- | ------------------------------------ | ------------------------------- | ------ | --- | ----- |
| 1989      | Town Center Mall                     | Thornton, Colorado              | 9m     | Ménagerie | [ 8 ] |
| 1989      | Belmont Park                         | San Diego, Californie           | 9m     | Liberty Carousel avec 12 peintures sur l'histoire de San Diego. Comporte des répliques de figures animalières de Looff et Dentzel               | [ 8 ] |
| 1990      | Vallco Fashion Park                  | Cupertino, Californie           | 9m     | Thème de la faune sauvage nord américaine | [ 8 ] |
| 1991      | Playland                             | Vancouver, Colombie-Britannique | 9m     | Restauration d'un carrousel d'Arrow Dynamics. 12 scènes peintes à la main de paysages de Colombie-Britannique.                                  | [ 8 ] |
| 1992      | Fiesta Texas                         | San Antonio, Texas              | 14m    | 16 scènes du Texas | [ 8 ] |
| 1993      | Entertainment City                   | Koweït                          | 14m    | Thème des chevaux arabe, 56 figures | [ 8 ] |
| 1996      | Carousel Park, Broadway at the Beach | Myrtle Beach, Californie        |        | Restauration d'un carrousel Allan Herschell. Nouveaux chevaux fibre de verre                                                                    |       |
| 1999      | Islands of Adventure                 | Orlando, Floride                | 14m    | Thème de Dr. Seuss, 54 figures inspirées de l'univers de Dr. Seuss                                                                              | ,     |
| 2001      | Disney California Adventure          | Anaheim, Californie             | 14m    | Thème du Roi Triton de La Petite Sirène, 56 figures d'animaux marins. Le carrousel a changé de thème pour s'inspirer de l'univers de Toy Story. | [ 8 ] |

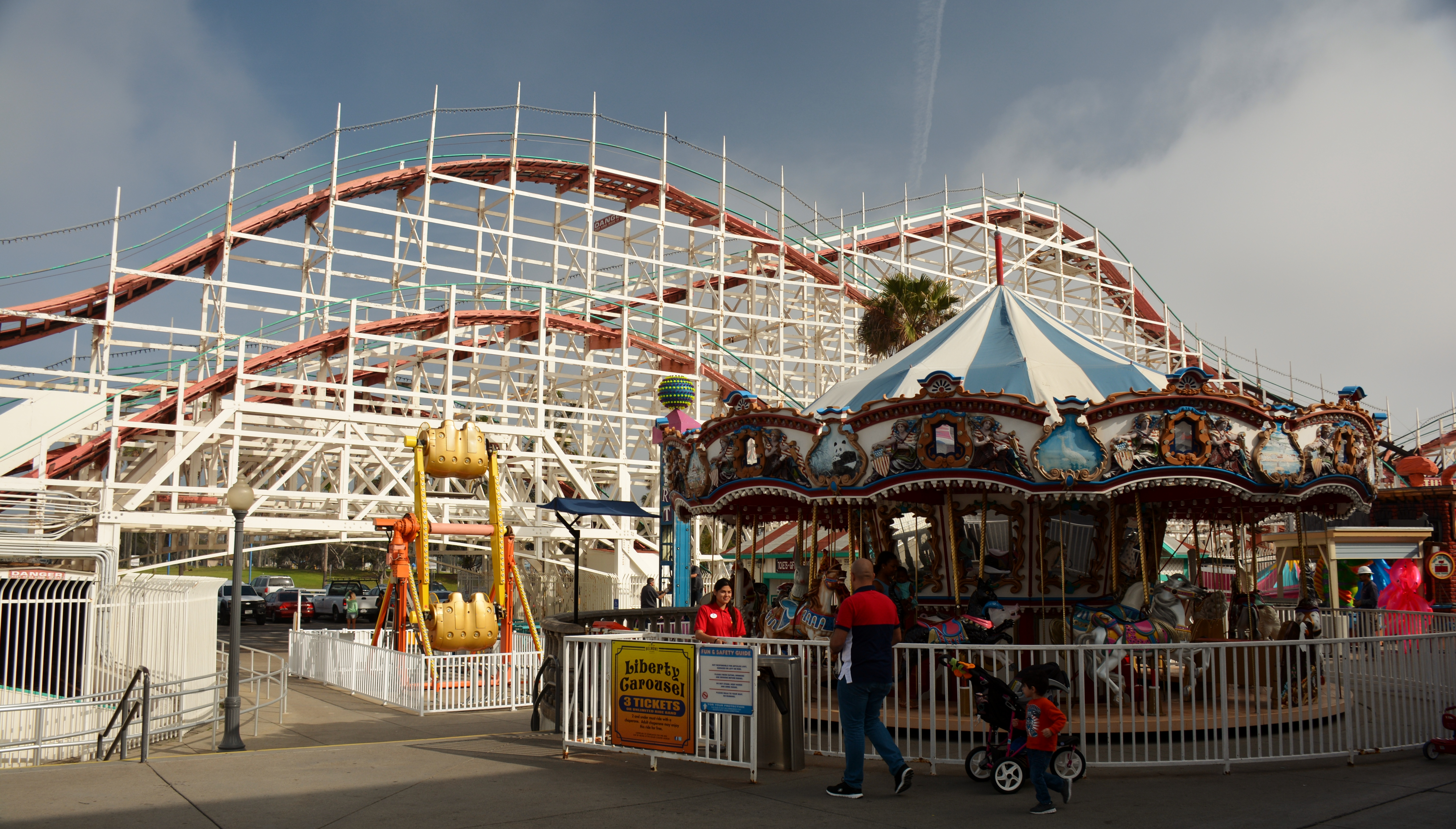
Liberty Carousel au Belmont Park
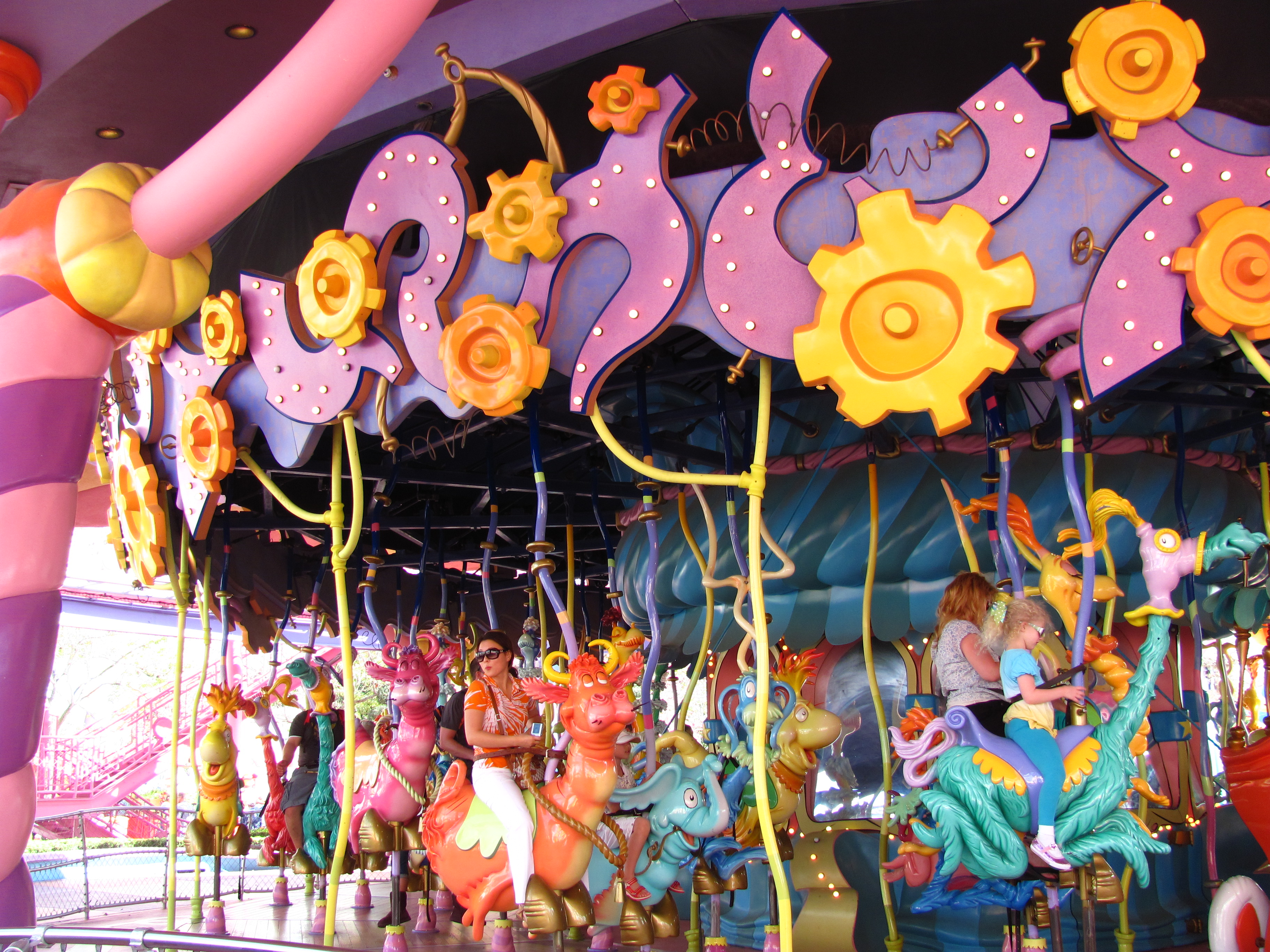
Caro-Seuss-El à Universal's Islands of Adventure
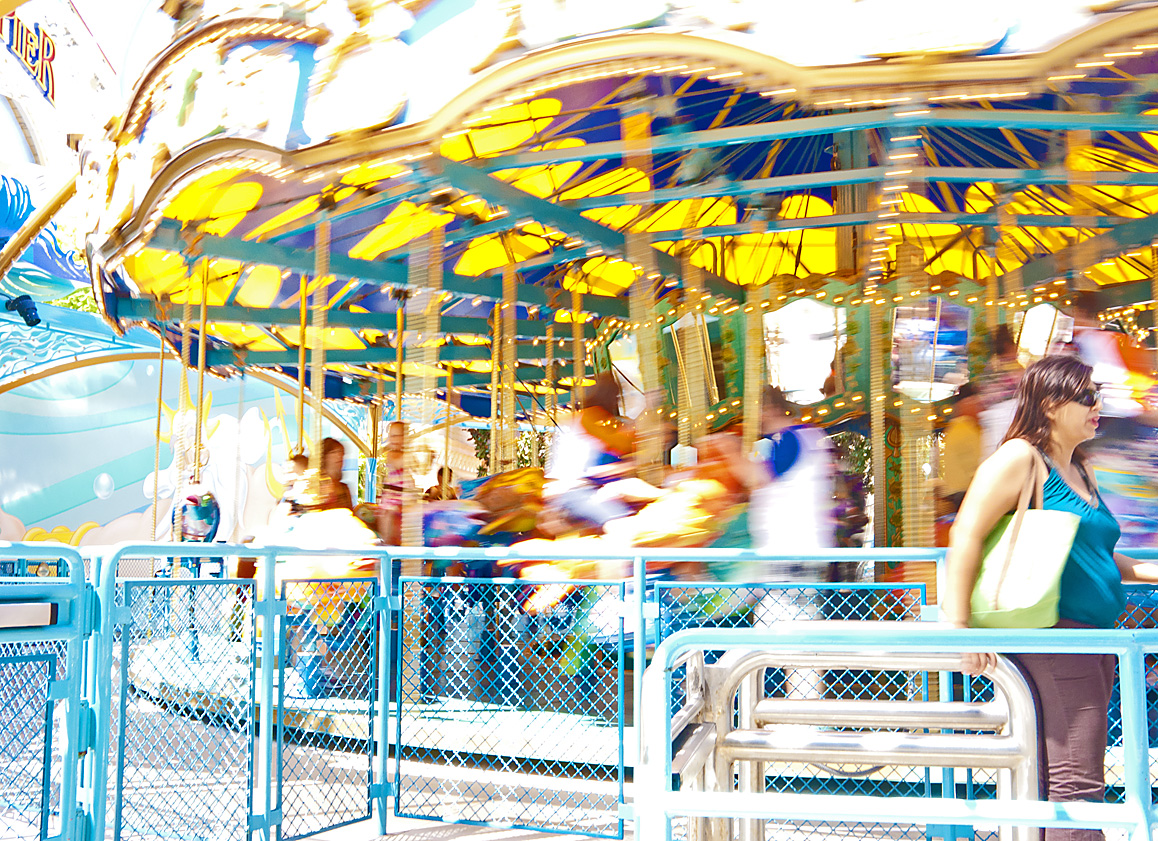
King Triton's Carousel à Disney California Adventure